# اوه خدای من (آلبوم تک‌آهنگ)
| بررسی انتقادی | بررسی انتقادی |
| منبع          | رتبه‌بندی      |
| ------------- | ------------- |
| ان‌ام‌ئی        | [ ۱ ]         |

اوه خدای من (انگلیسی: OMG) نخستین آلبوم تک‌آهنگ از نیوجینز، گروه دخترانه اهل کره جنوبی است. این آلبوم تک‌آهنگ در ۲ ژانویه ۲۰۲۳ توسط ادور منتشر شد و شامل دو تک‌آهنگ «اوه خدای من» و «دیتو» است.

## جدول‌های موسیقی
| جدول (۲۰۲۳)                             | بالاترین جایگاه |
| --------------------------------------- | --------------- |
| آلبوم‌های بلژیکی (اولتراتاپ فلاندرز)     | ۶۹              |
| آلبوم‌های بلژیکی (اولتراتاپ والونیا)     | ۱۷۳             |
| ژاپن (اوریکون)                          | ۲               |
| تک‌آهنگ‌های ترکیبی ژاپن (اوریکون)         | ۱               |
| فروش تک‌آهنگ‌های برتر ژاپن (بیلبورد ژاپن) | ۲               |
| آلبوم‌های پرتغالی (ای‌اف‌پی)               | ۸               |
| آلبوم‌های کره جنوبی (گائون)              | ۱               |

| جدول (۲۰۲۳)                | بالاترین جایگاه |
| -------------------------- | --------------- |
| ژاپن (اوریکون)             | ۱۱              |
| آلبوم‌های کره جنوبی (گائون) | ۲               |

| جدول (۲۰۲۳)                     | جایگاه |
| ------------------------------- | ------ |
| تک‌آهنگ‌های ترکیبی ژاپن (اوریکون) | ۳      |
| آلبوم‌های کره جنوبی (گائون)      | ۲۴     |

## گواهی‌نامه‌ها و فروش‌ها
| منطقه                         | گواهی  | واحد گواهی‌شده/فروش |
| ----------------------------- | ------ | ------------------ |
| ژاپن                          | —      | ۳۰٬۴۷۳             |
| کره جنوبی (گائون)             | میلیون | ۱٬۱۴۸٬۸۴۳          |
| کره جنوبی (گائون) وی‌ورس آلبوم | پلاتین | ۴۱۸٬۹۲۷            |

## تاریخچه انتشار
| منطقه        | تاریخ         | فرمت                  | ناشر            | منابع  |
| ------------ | ------------- | --------------------- | --------------- | ------ |
| مختلف        | ۲ ژانویه ۲۰۲۳ | دانلود دیجیتال استریم | ادور            | [ ۱۸ ] |
| کره جنوبی    | ۲ ژانویه ۲۰۲۳ | سی‌دی                  | ادور            | [ ۱۹ ] |
| ایالات متحده | ۱۰ مارس ۲۰۲۳  | سی‌دی                  | ادور گفن رکوردز | [ ۲۰ ] |